# Dieter Wendrich
Dieter Wendrich (* 25. Juli 1929 in Berlin; † 1985) war ein deutscher Fernsehregisseur.

## Biografie
Nach Geburt und Schulbesuch in Berlin studierte Wendrich ebendort Betriebswirtschaft, Psychologie und Theaterwissenschaft. Unter Dieter Finnern beim Sender Freies Berlin (Rundfunk) unternahm er die ersten Regieversuche. Während seiner Studienzeit arbeitete er im Kabarett Die Stachelschweine und war dort für verschiedene Hilfsarbeiten hinter der Bühne zuständig. 
Wendrich gehörte in den 1970er und 1980er Jahren neben Ekkehard Böhmer, Dieter Pröttel und Alexander Arnz zu den bekanntesten deutschen Fernsehshowregisseuren. Eng verbunden mit den Fernseherfolgen von Dieter Wendrich sind auch die von Peter Alexander.
Dieter Wendrich war verheiratet und hatte drei Kinder. Er starb nach schwerer Krankheit im Jahre 1985.

## Regiearbeiten (Auswahl)
- 1963: Das waren noch Zeiten (2 Folgen)
- 1964–1965: Werner Müllers Schlager-Magazin (2 Folgen)
- 1967: Zwischen Bach und Beat (2 Folgen)
- 1968–1970: 4-3-2-1 Hot an Sweet (14 Folgen)
- 1969–1982: ZDF Sonntagskonzert (2 Folgen)
- 1970–1971: Night Club (13 Folgen)
- 1970–1971: Peter Alexander präsentiert Spezialitäten (3 Folgen)
- 1971: Hildegard Knef: Ich brauch’ Tapetenwechsel
- 1971–1974: disco (13 Folgen)
- 1973: Knef '73 – Was sie sagt, was sie singt und wie man über sie spricht
- 1974: Heute Abend bei Vivi
- 1975–1979: Musik ist Trumpf (16 Folgen)
- 1976: Haifischbar (1 Folge)
- 1976–1977: Talentschuppen (3 Folgen)
- 1977: Peter Alexanders Wiener G’schichten
- 1980: Allein gegen alle (2 Folgen)
- 1980: Dalli Dalli (1 Folge)
- 1980–1984: Peter Alexander: Wir gratulieren (5 Folgen)
- 1984: Zum Blauen Bock (2 Folgen)